# عرش الطاووس
عرش الطاووس (بالفارسية: تخت طاووس) هو أصلاً عرش سلطنة مغول الهند. وبعد استيلاء نادر شاه الصفوي عليه وأخذه إلى إيران أصبح تعبير عرش الطاووس" يشير إلى عروش الأباطرة الفرس حتى آخرهم محمد رضا بهلوي.

## تاريخ

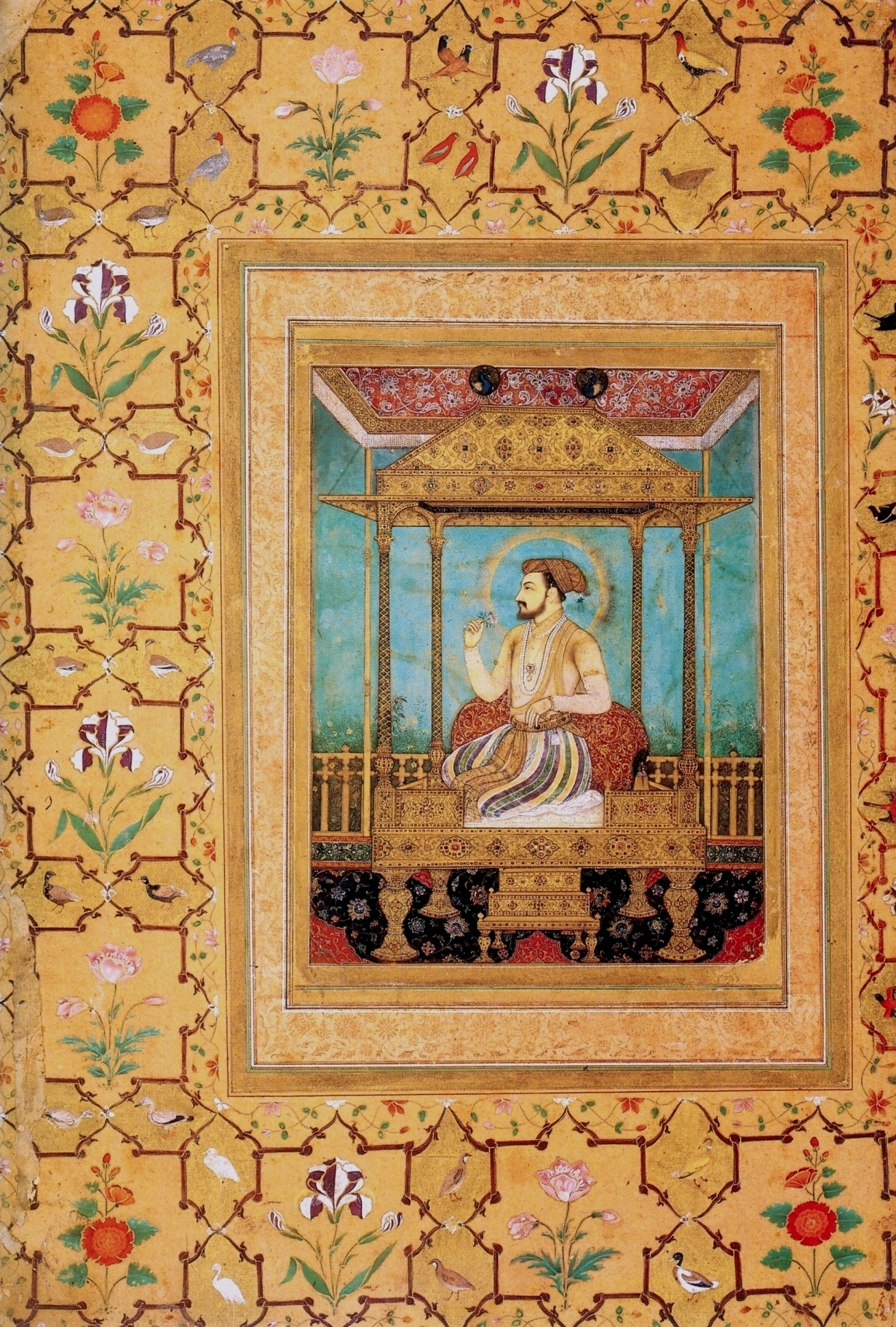
عرش الطاووس في قصر كولستان، إيران

اسم العرش مشتق من شكله، حيث ظهر العرش على شكل طاووسين، ينتشر ذيلاهما وهما مرصعان بالياقوت الأزرق والأحمر والزمرد واللؤلؤ وأحجار كريمة أخرى من الألوان مناسبة لتمثل الحياة. وقد صنع عرش الطاووس للبادشاه المغولي شاه جهان في القرن السابع عشر، في ديوان عام حيث يلتقي الرعية في عاصمته الإمبراطورية دلهي.
الجواهرجي الفرنسي تاڤرنييه، الذي زار دلهي عام 1665. يصف العرش بأنه على شكل سرير, 180 سم * 120 سم، قائم على أربع أرجل ارتفاعها من 50 - 62 سم. ويعطى الأعداد التالية للمجوهرات في العرش: 108 ياقوتة حمراء كبيرة, 116 زمردة، عدا أعداد كبيرة من اللؤلؤ والمجوهرات الأخرى. وتقدر هستوري تشانل القيمة الحالية لعرش الطاووس بنحو مليار دولار. [وصلة مكسورة]
شاهنشاه نادر شاه غزا الهند في 1738, وعاد إلى فارس عام 1739, ومعه عرش الطاووس ونفائس كثيرة أخرى كخراج من امبراطور المغول محمد شاه.
بعد اغتيال نادر شاه عام 1747, تم تدمير عرش الطاووس الأصلي في الاضطرابات التي أعقبت الحدث. إلا أن عروش إيران اللاحقة منذ ذلك الحين أصبح يشار إليها بعرش الطاووس. ومثالاً لذلك العرش النادري الذي بُني عام 1812 للإمبراطور فتح علي شاه قاجار. عرش إيراني آخر بُني عام 1836 للشاهنشاه محمد شاه قاجار، يعرف بعرش الطاووس.